# Alfred Dambach
Alfred Dambach est un footballeur français né le 22 septembre 1918 à Strasbourg (Bas-Rhin) et mort le 19 novembre 1960 à Darnétal, à 42 ans. 
Il a été gardien de but, principalement au FC Rouen. Dambach mesurait 1,84 m pour 84 kg.

## Carrière de joueur
- -1937 : FC Neuhof (formation)
- 1937-1939 : RC Strasbourg
- Années 1940 : Stade cadurcien[1]
- 1942-1943 : ESA Brive
- 1943-1944 : É.F. Reims-Champagne
- 1944-1949 : FC Rouen
- 1949-1951 : SM Caen[2]

## Palmarès
- Champion de France en 1945 (avec le FC Rouen)
- Finaliste de la Coupe de France en 1944 (avec l'É.F. Reims-Champagne)
- International A (1 sélection le 24 décembre 1944 : France-Belgique)